# Galagonyalepke
A galagonyalepke (Aporia crataegi) a rovarok (Insecta) osztályának lepkék (Lepidoptera) rendjébe, ezen belül a fehérlepkék (Pieridae) családjába tartozó faj.

## Származása, elterjedése
Közép- és Dél-Európában jellemző, így Magyarországon is gyakori. Eurázsiában a Brit-szigetektől egészen Japánig található meg. További állományai Északnyugat-Afrikában élnek.

## Megjelenése, felépítése
Egyik fő jellemzője a hímek szárnyának feltűnő erezete. A nőstényeken ez kevésbé látható, mert azok szárnyán jóval vékonyabb a pikkelyréteg, és ettől a szárny csaknem áttetsző, barnás árnyalatú.
Sárga petéi palack alakúak. A hamuszürke hernyó fekete hátát két narancspiros sáv díszíti. A báb élénk fekete-sárga tarka.

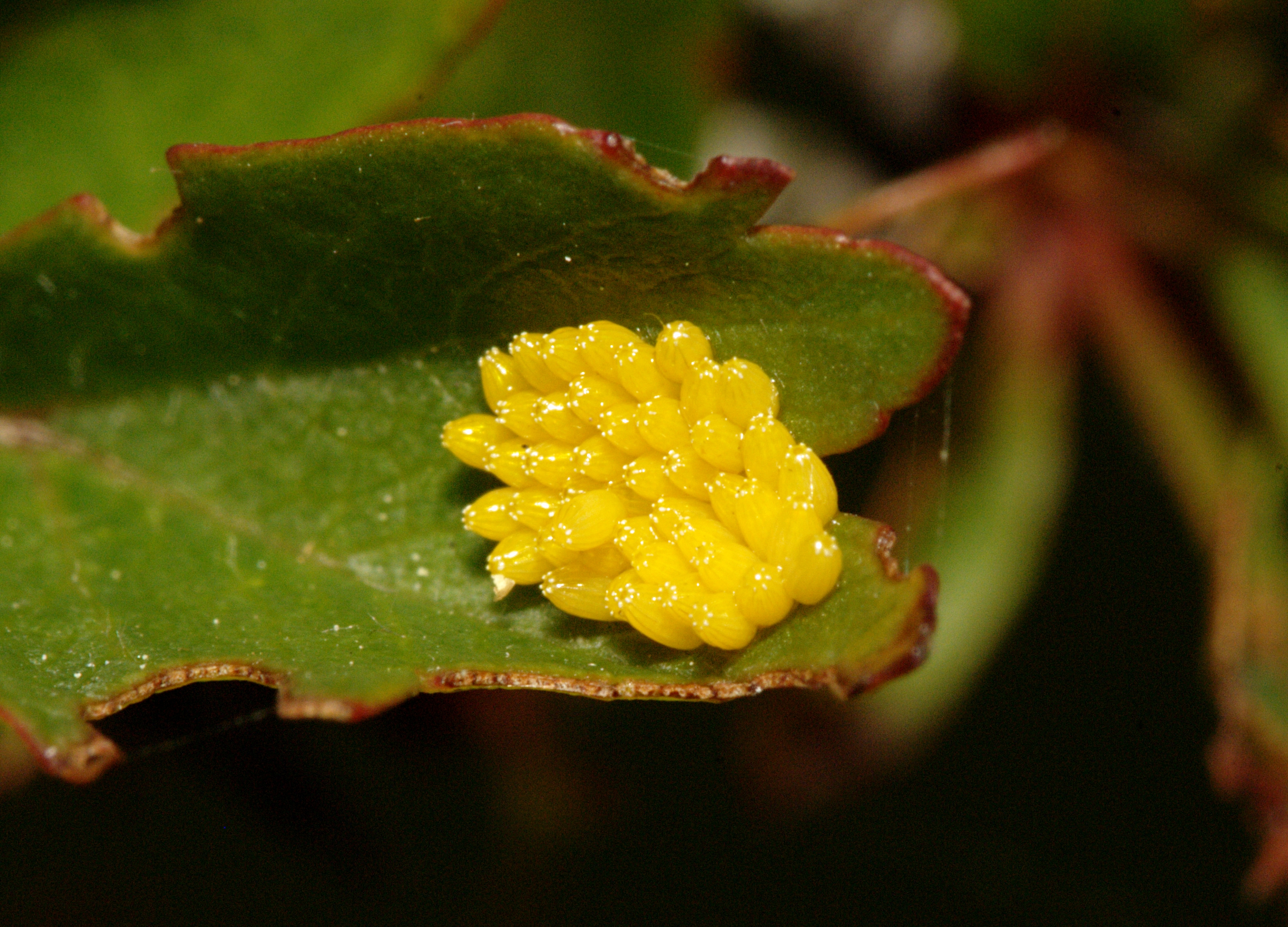
Petéi
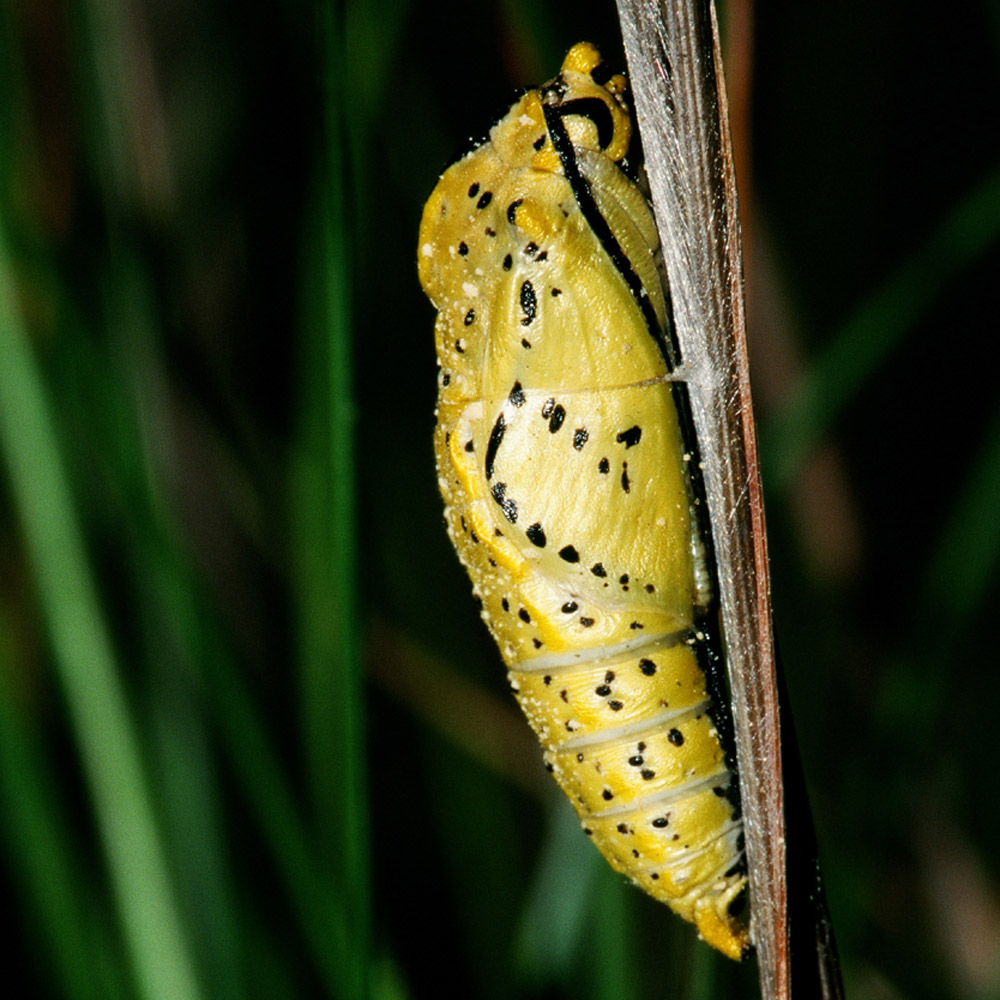
Bábja
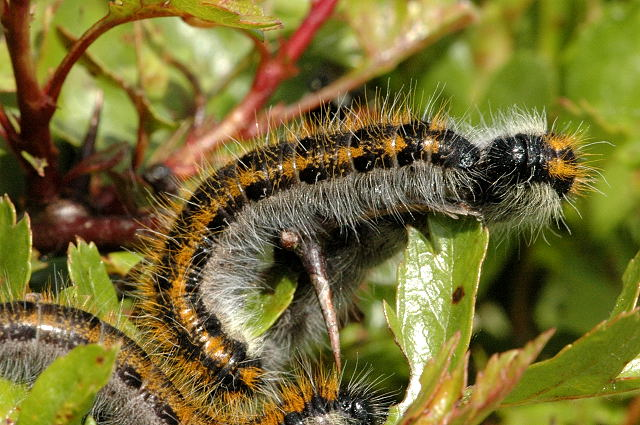
Hernyója

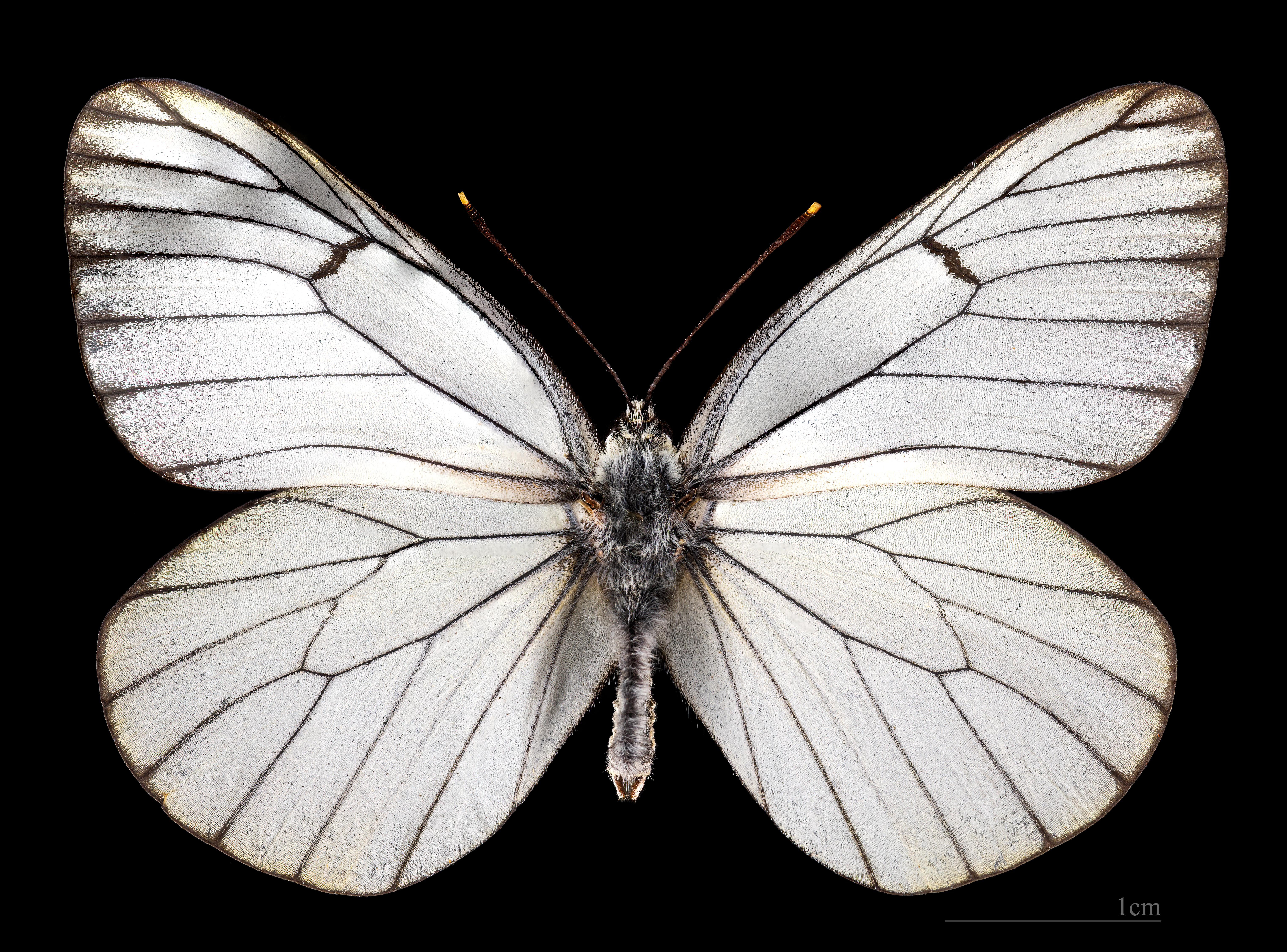
Aporia crataegi ♂
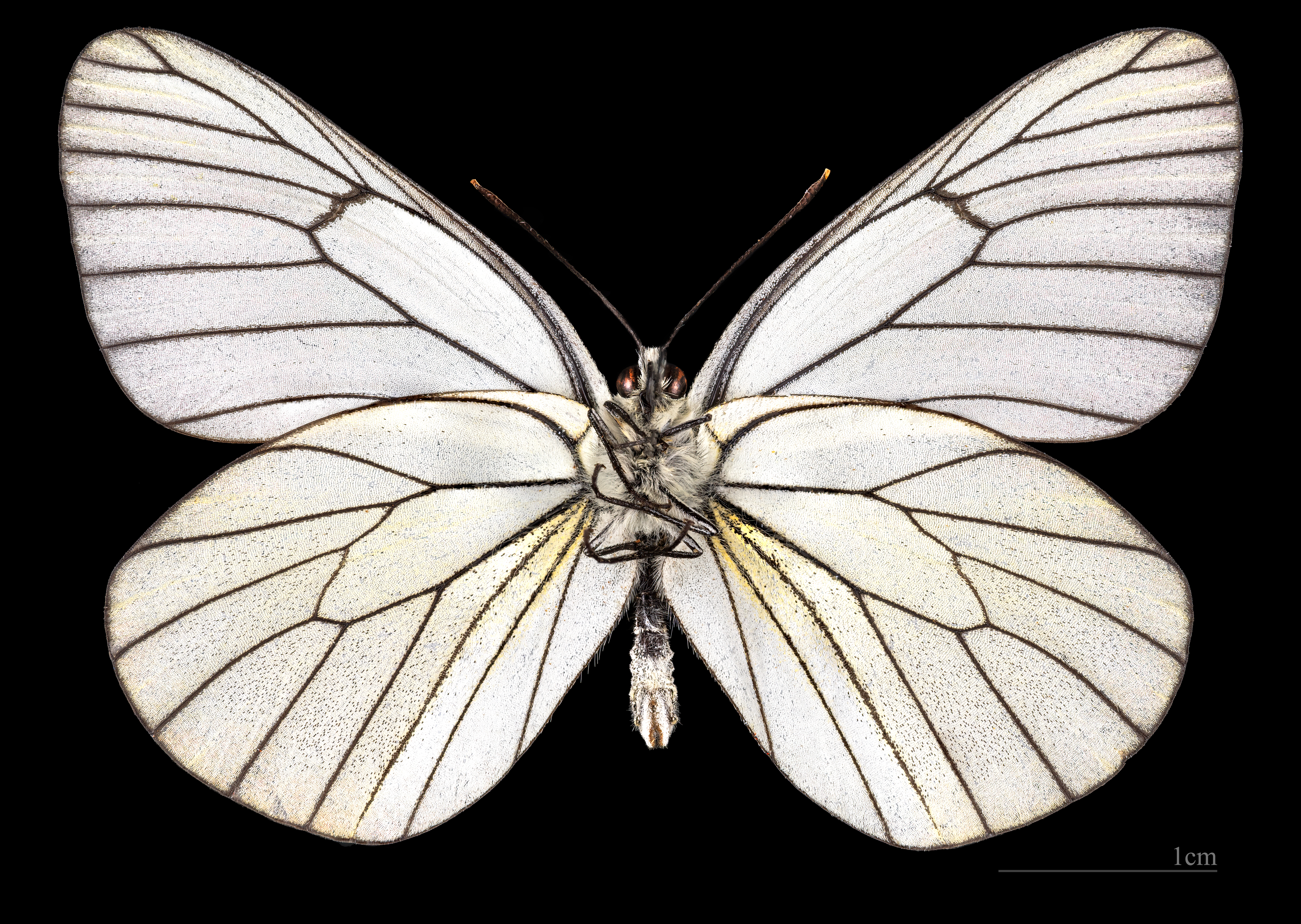
Aporia crataegi ♂ △
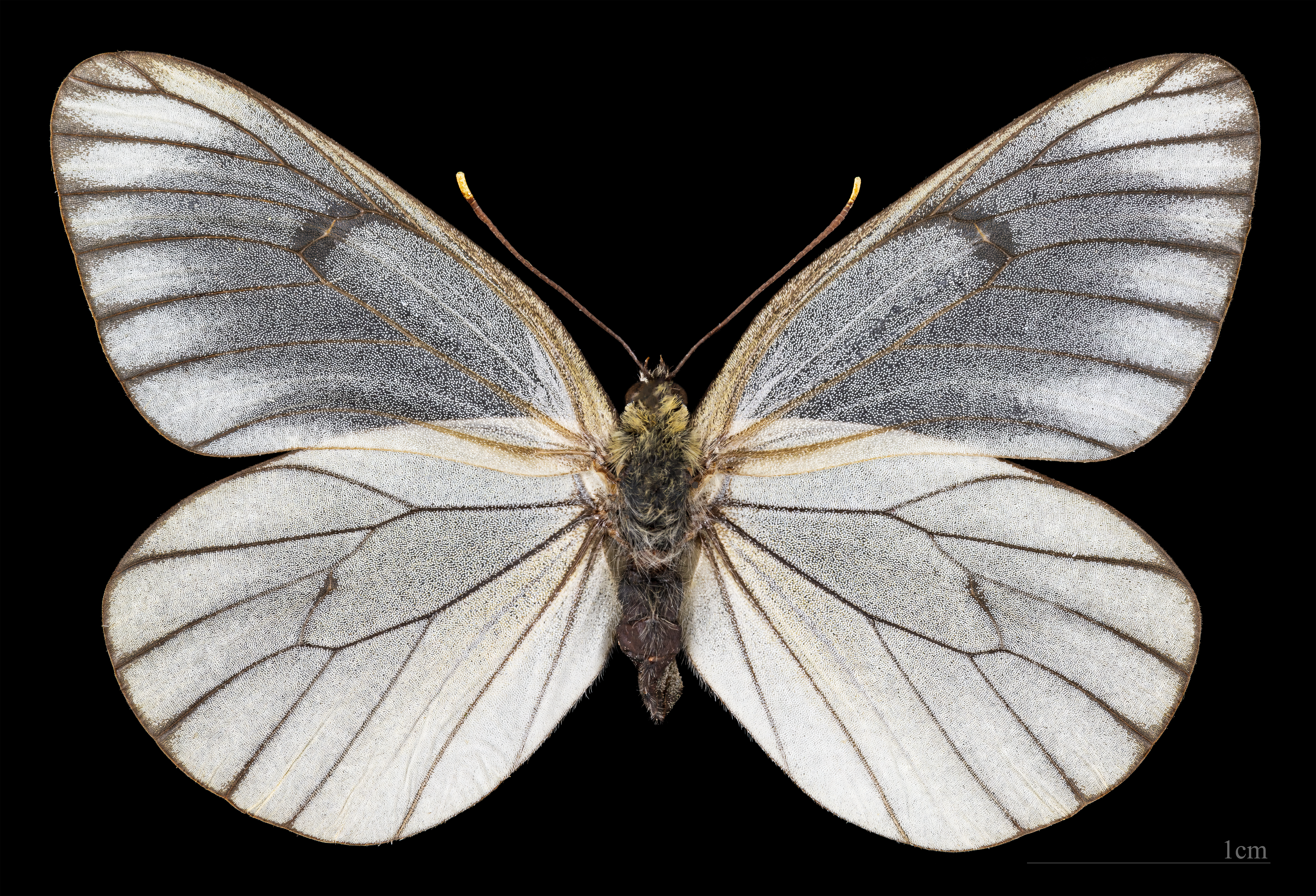
Aporia crataegi  ♀
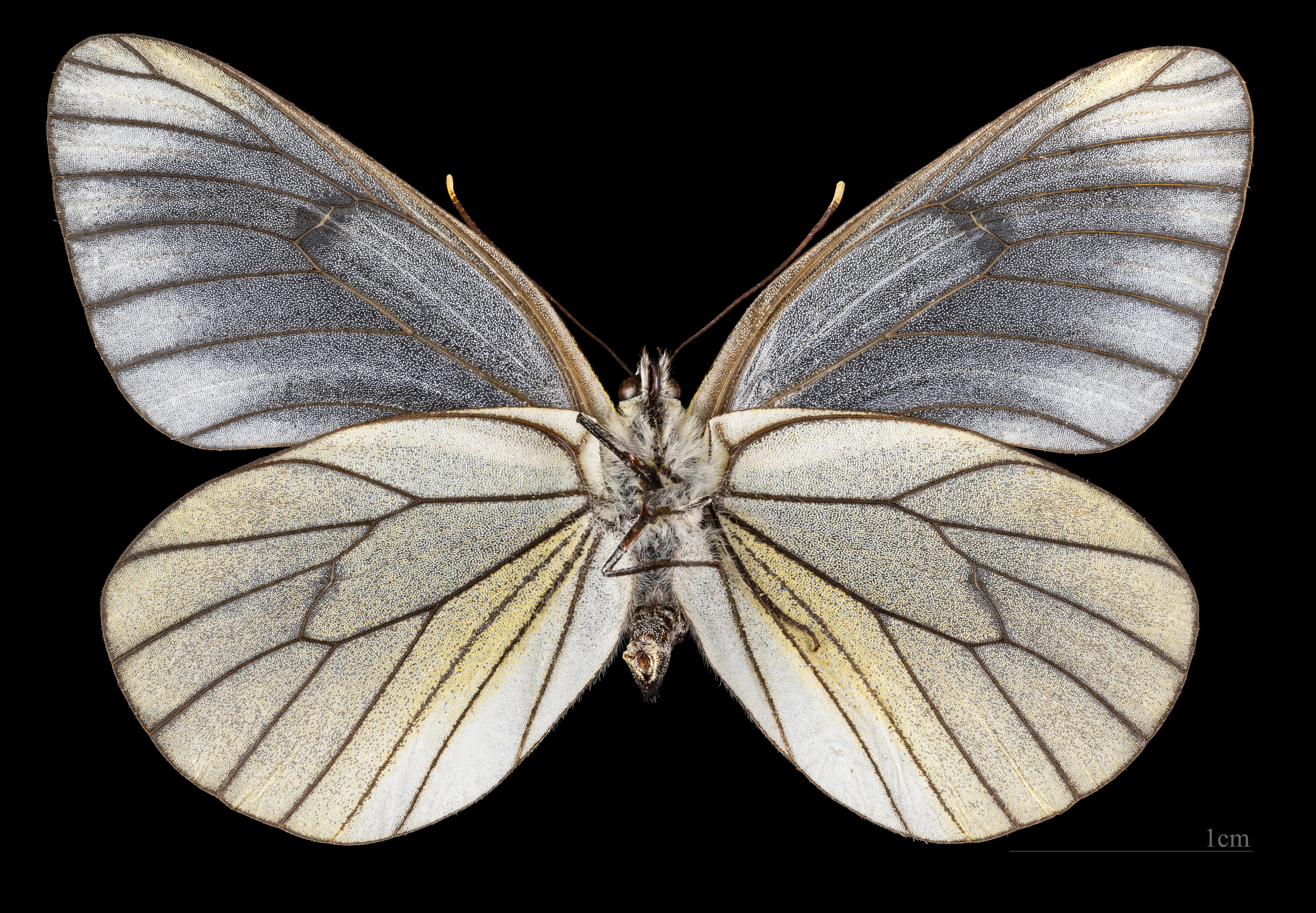
Aporia crataegi  ♀ △

## Életmódja, élőhelye
Nyílt területeken, gyakran utak mentén röpül májustól júliusig; a nedves talajon gyakorta tömegesen szívogat. Nappal aktív, Röpte csapongó.
Hernyójának tápnövényei különböző rózsafélék (Rosaceae); főként:
- galagonya (Crataegus sp.) és
- kökény (Prunus spinosa).

Petéit csomókban rakja le, és a nyár derekán – ősszel kikelő hernyók társasan telelnek át szövedékben, még az első vedlés előtt. Báb időszaka mintegy két hétig tart. A kikelő pillangónak a bábban felgyülemlett vizeletét vérpiros nagy csepp alakjában adja ki — azokban az években, amikor seregesen jelenik meg, ezek a tömegesen feltűnő, „véresőnek” nevezett foltok különféle babonás hiedelmekre adtak okot.
Az Alföldön egyes években tömegesen elszaporodik; ilyenkor a gyümölcsösökben kártevővé válik.

## Alfajai
- A. c. adherbal
- A. c. augusta
- A. c. augustrior
- A. c. banghaasi
- A. c. basania
- A. c. colona
- A. c. fert
- A. c. hyalina
- A. c. iranica
- A. c. karavaievi
- A. c. mauretanica
- A. c. meinhardi
- A. c. pellucida
- A. c. pseudohippia
- A. c. rotunda
- A. c. rutae
- A. c. sachalinensis
- A. c. shugnana
- A. c. tianschanica
- A. c. transitoria

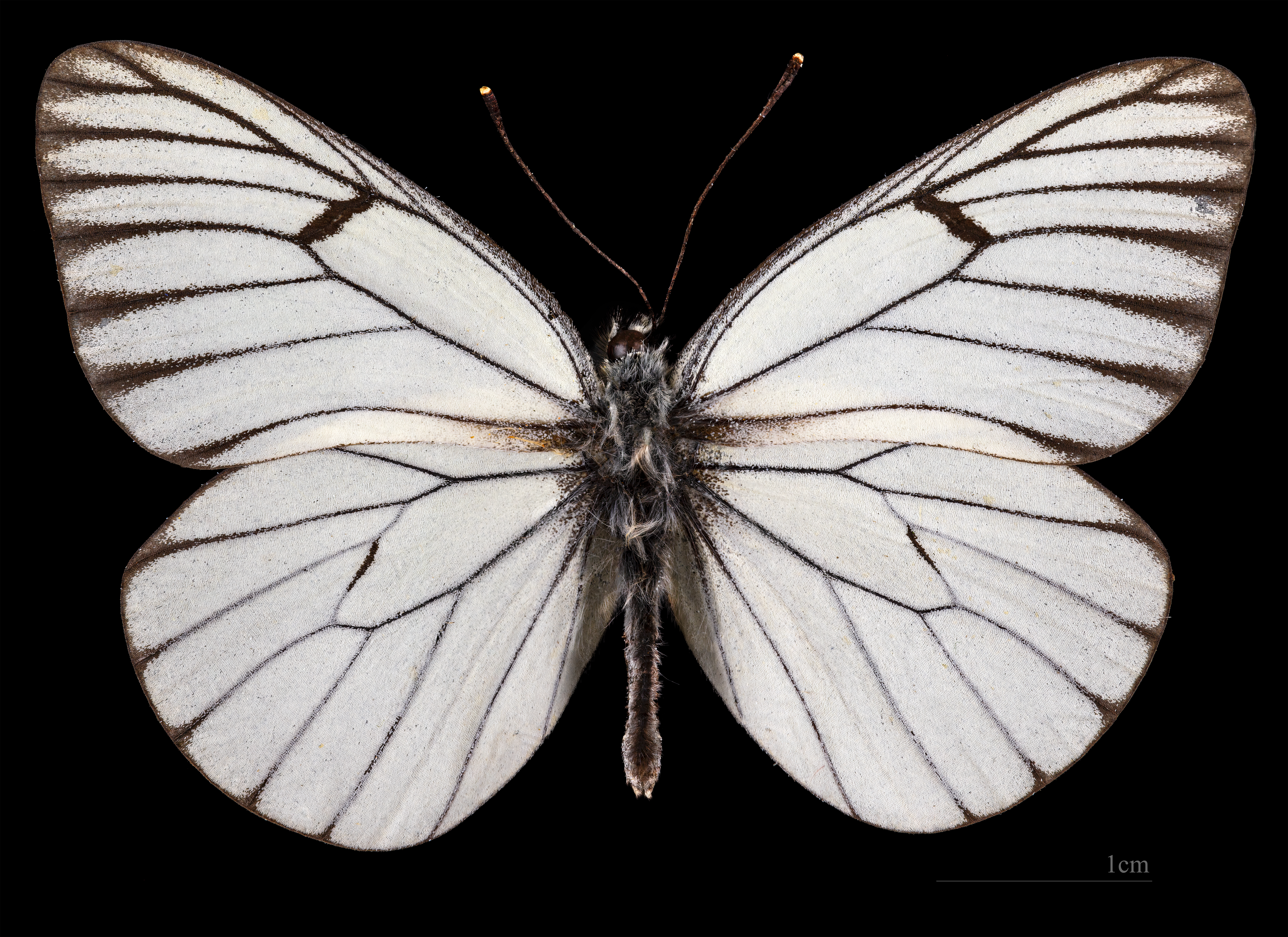
Aporia crataegi augusta ♂
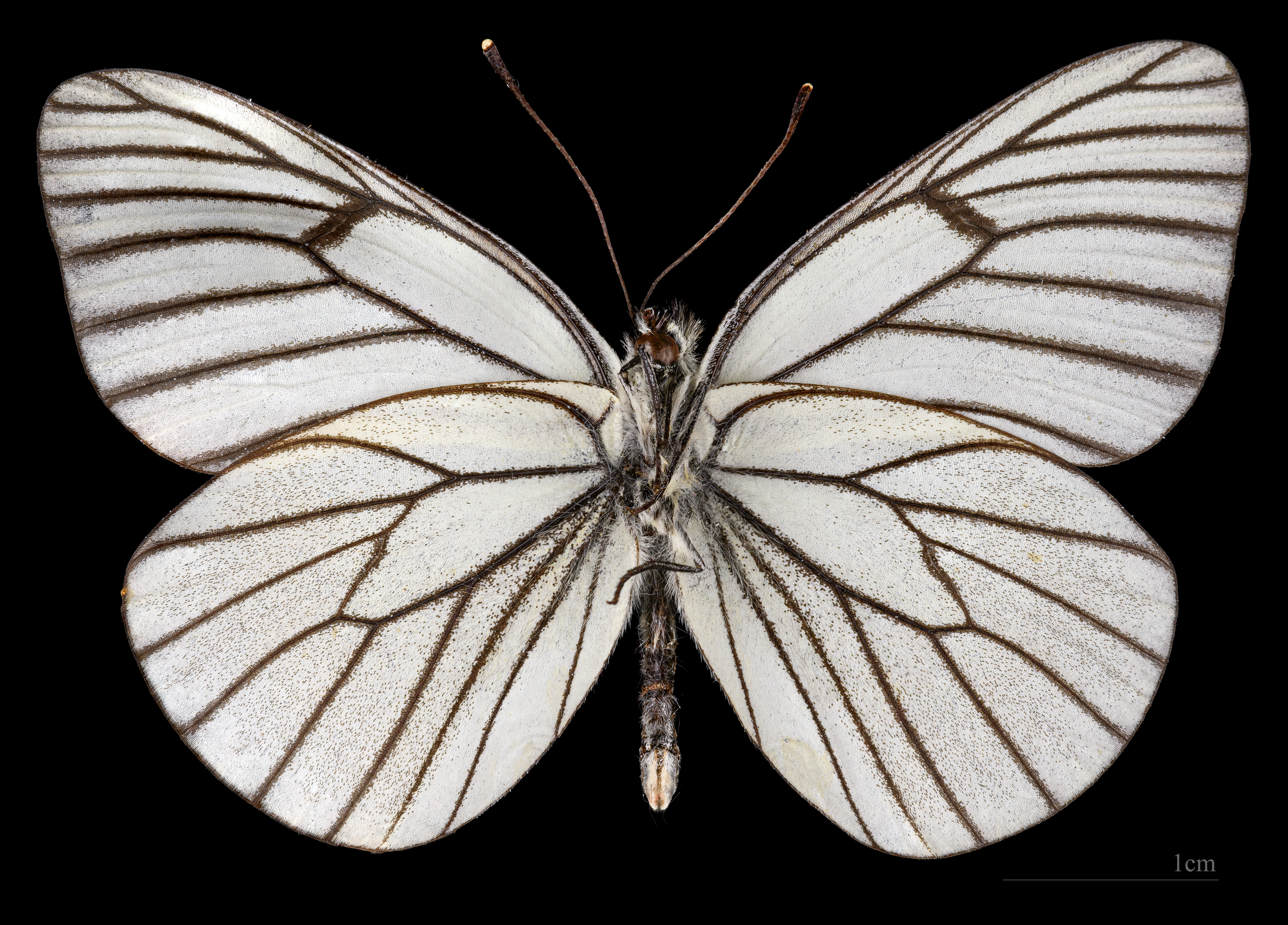
Aporia crataegi augusta♂ △
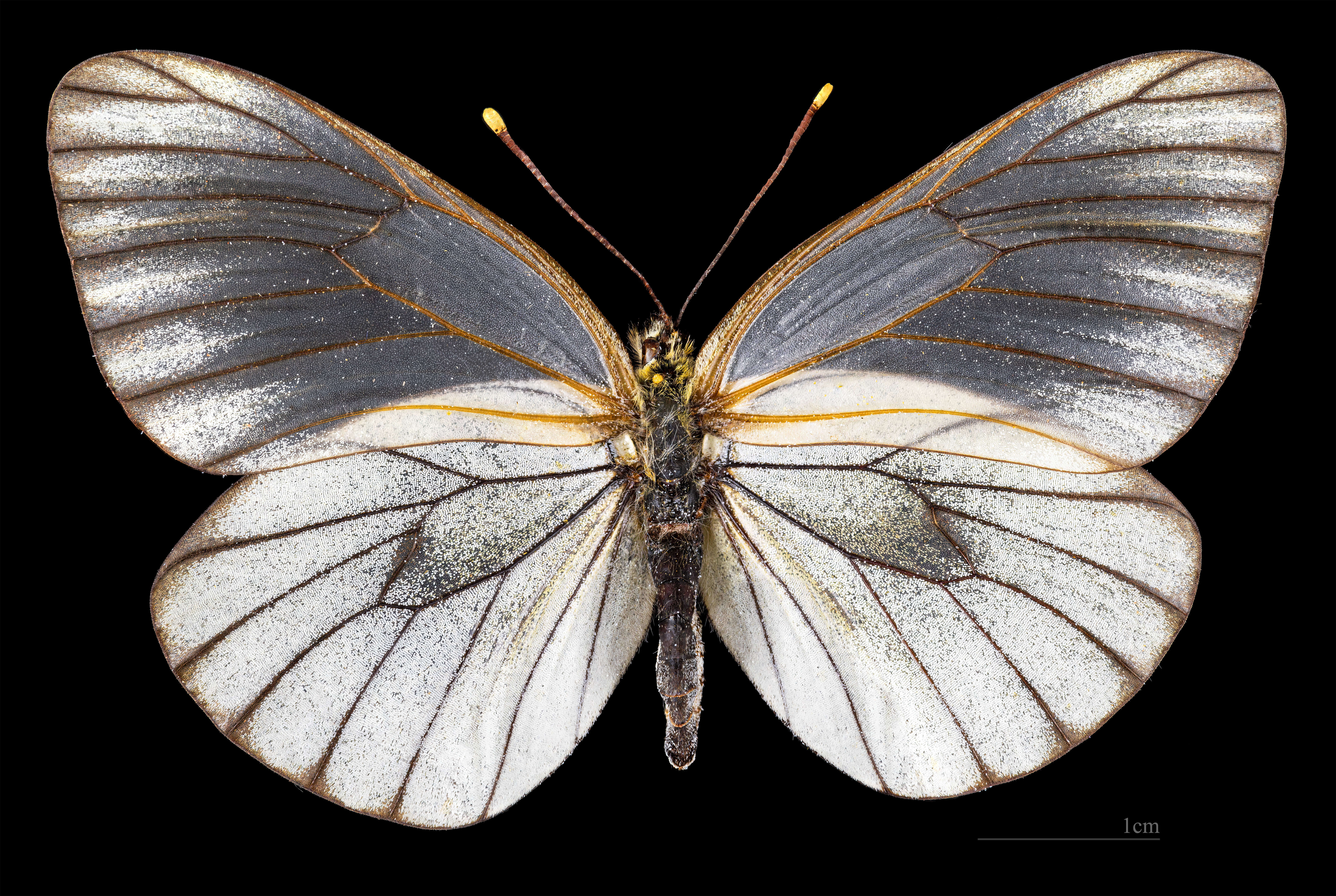
Aporia crataegi augusta♀
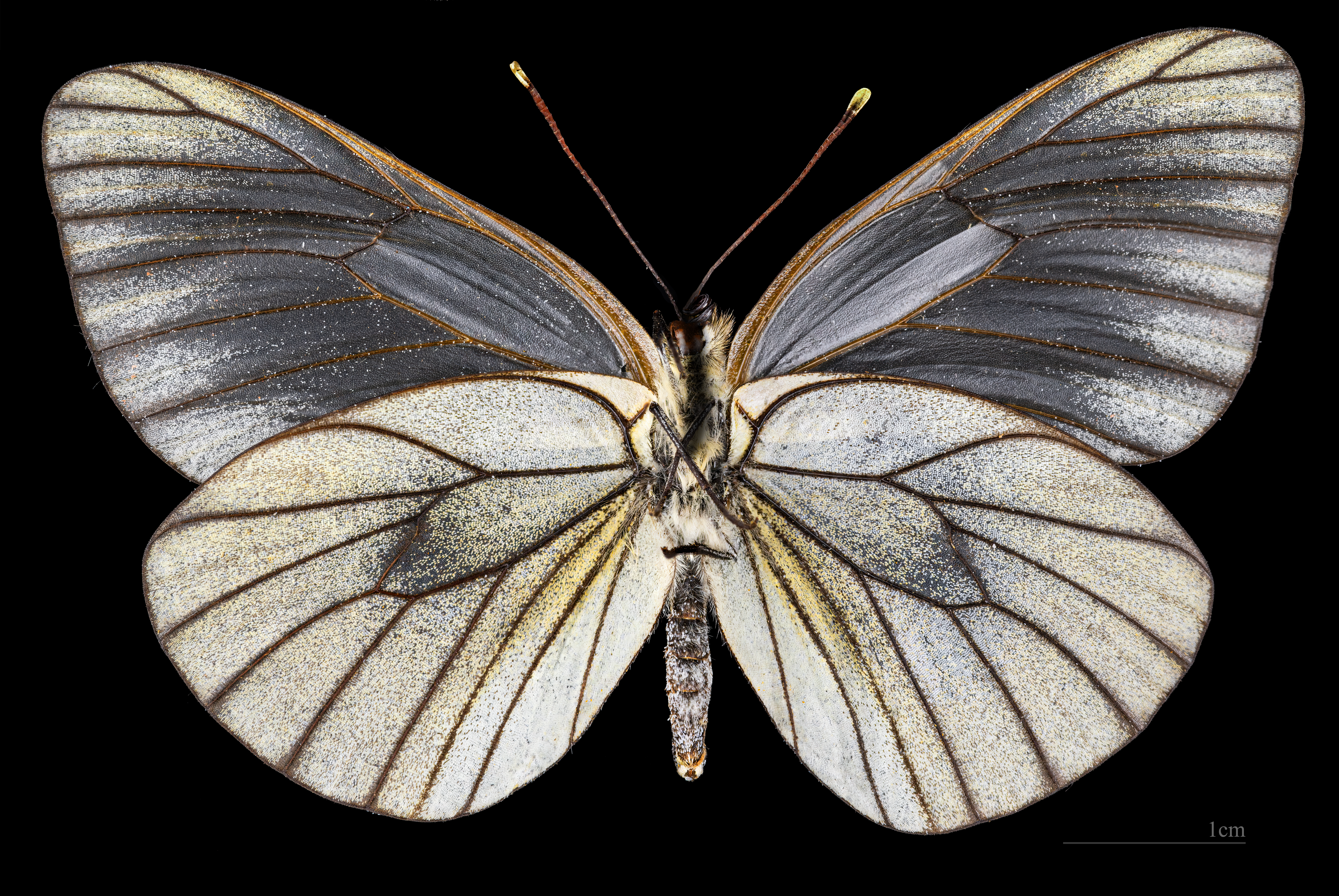
Aporia crataegi augusta♀ △

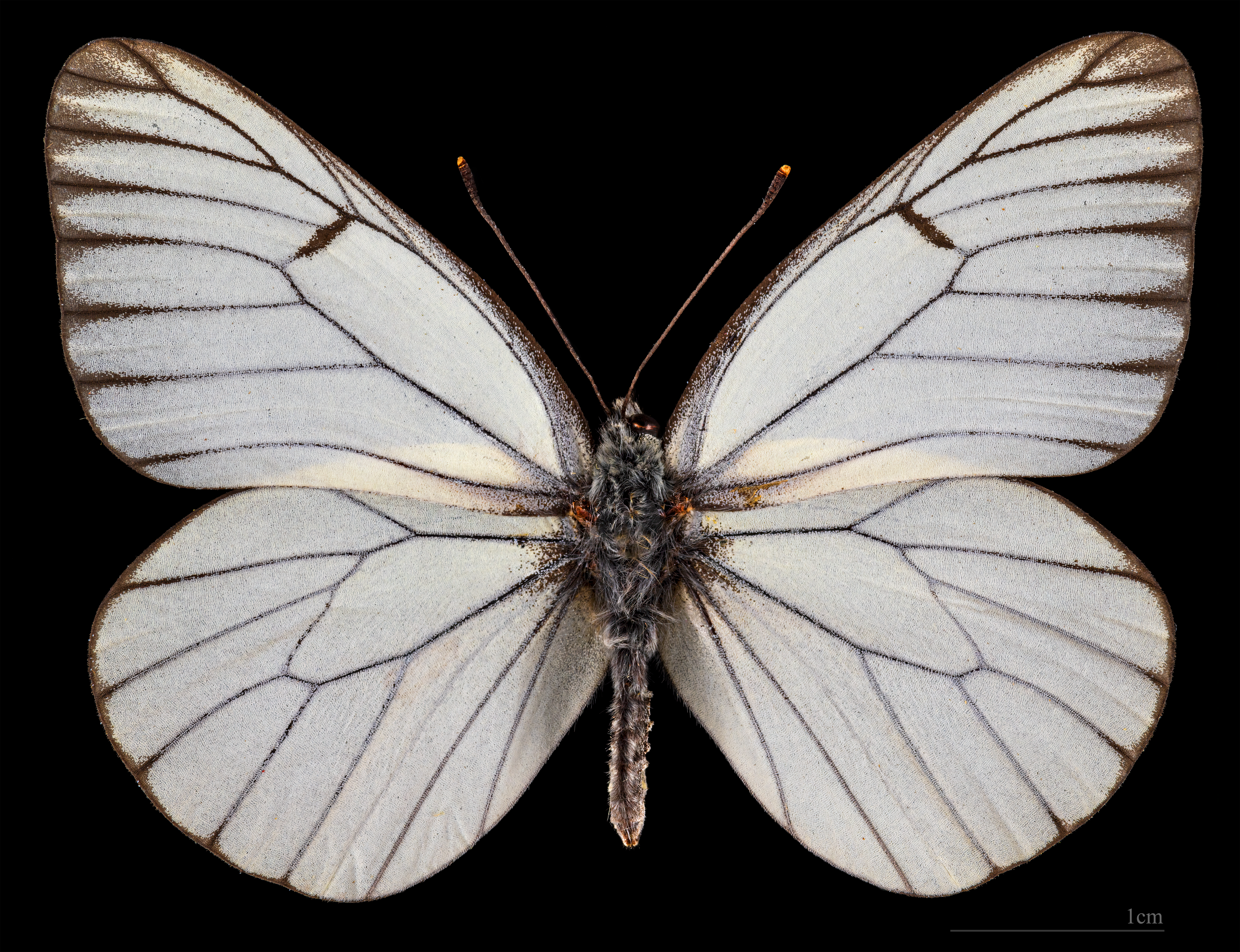
Aporia crataegi transitoria ♂
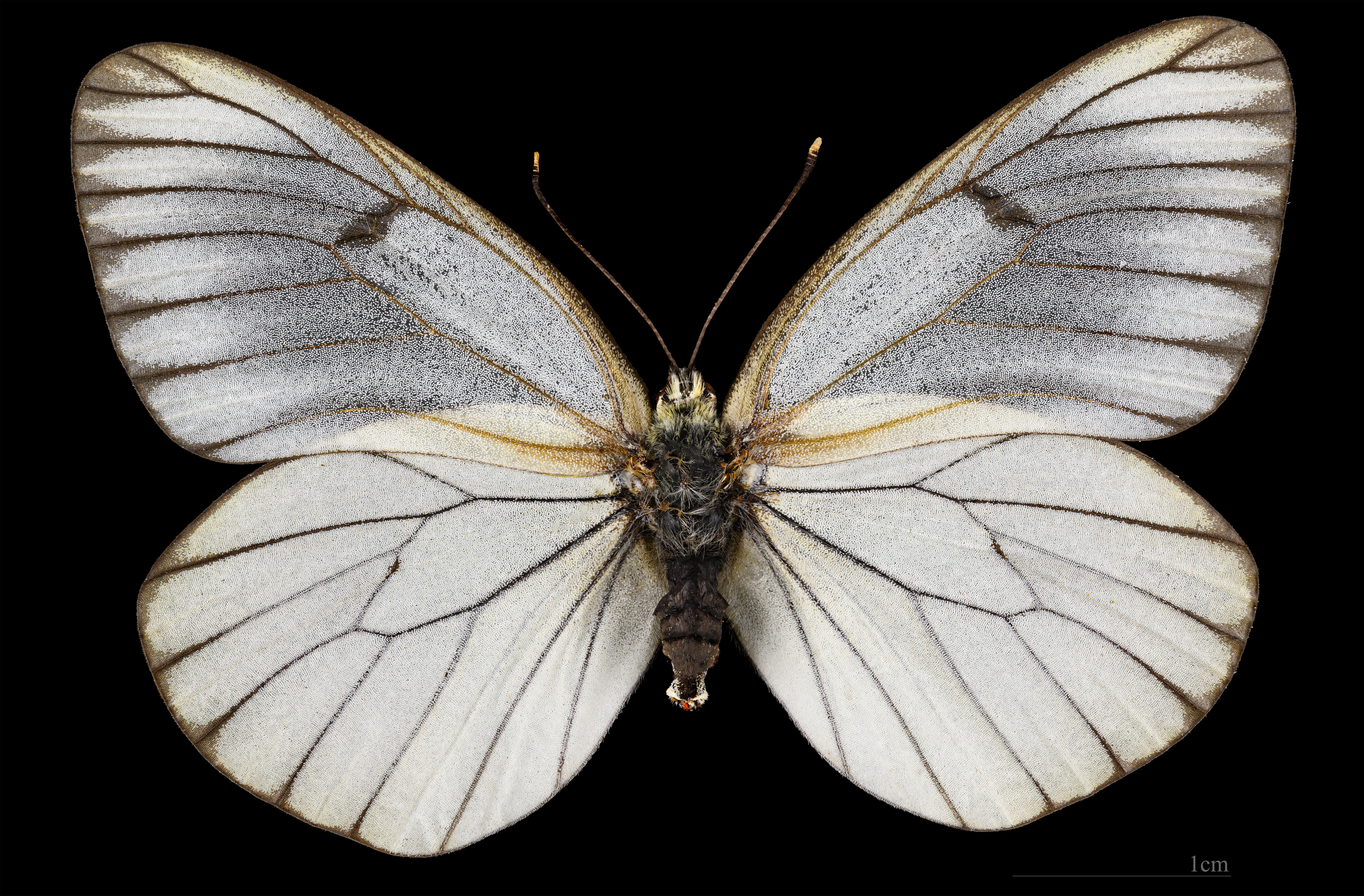
Aporia crataegi transitoria ♀
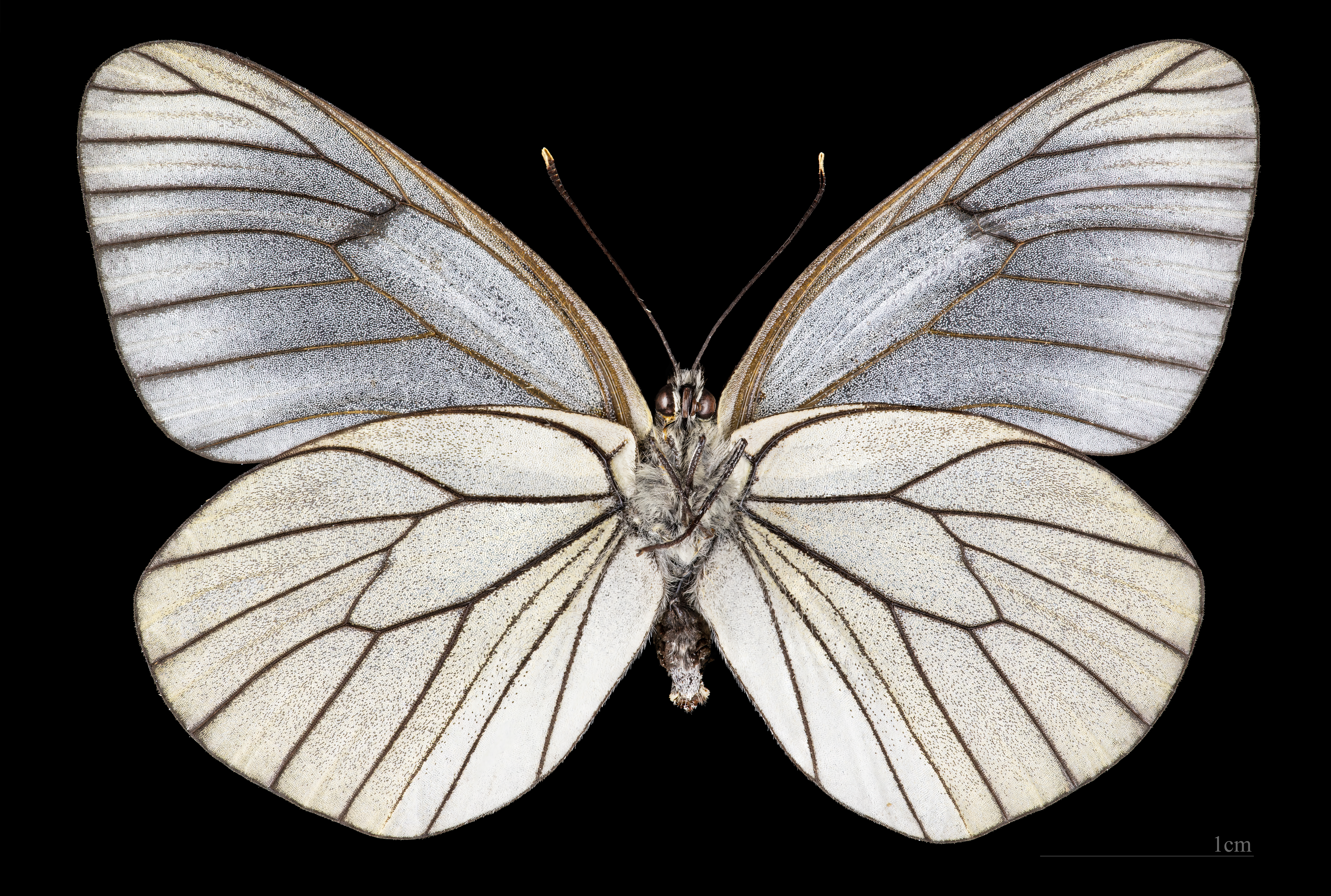
Aporia crataegi transitoria ♀ △

## Érdekességek
- Móra Ferenc 1924-ben publicisztikát írt e lepkefajról, Film a galagonyapilléről címmel; az írás a Szeged 1924. november 18-i számában (illetve a Mementó c. gyűjteményes kötetben) jelent meg.